# ハワイ (2013年の映画)
『ハワイ』（Hawaii）は、2013年のアルゼンチンの恋愛映画。
マルコ・ベルヘール監督の長編3作目の作品で、出演はマヌエル・ビニャウとマテオ・キアリーノなど。
アルゼンチンの片田舎を舞台に、異なる社会的背景を持つ2人の青年が互いに惹かれ合っていくさまを描いている。
日本では2014年7月に開催された第23回東京国際レズビアン&ゲイ映画祭で上映された。

## ストーリー
親のいないマルティン（マテオ・キアリーノ）は、育ての親である祖母が亡くなり、住んでいた家を明け渡さなくてはならなくなったため、叔母の家に住まわせてもらおうと、幼い頃に暮らしていた田舎町にやって来る。ところが、叔母は転居先の住所などの情報を何も残さずに引っ越してしまっていた。住む場所もなく、金もほとんどない彼は、廃墟となった建物の裏で寝泊まりすることになる。近所の家々の雑用仕事で日銭を稼ぎながらホームレス生活を送っていたマルティンは、ある日、かつての幼なじみで文筆家となっていたエウヘニオ（マヌエル・ビニャウ）と再会し、雑用係として雇われることになる。ホームレスであることを知られたくないマルティンは、叔母の家に住んでいると嘘をついていたが、マルティンの状況を知ったエウヘニオは、マルティンのブエノスアイレスでの仕事が始まるまでの夏の間、自分の家に居候するようマルティンを説得する。
はじめのうち、エウヘニオはマルティンのことをよく覚えていないようだったが、少しずつ2人は子供の頃の共通の記憶を思い出し始める。エウヘニオはマルティンに惹かれつつあることに気付くが、マルティンの現在の経済状況を利用しているように思われたくないため、その想いを追い求めようとはしない。また、物静かなマルティンが自分の気持ちに応えてくれたとしても、それはマルティンが自分に恩義を感じているからに過ぎないのではないかと恐れていたのである。一方、マルティン自身もエウヘニオに惹かれていたが、エウヘニオがゲイかどうかは分からずいる。また、貧しい家庭の出身であるが故に、エウヘニオの優しさに付け込みたくなかったのである。
それでも、エウヘニオとマルティンは徐々に距離を縮めていき、エウヘニオは自分の想いを隠すのが次第に難しくなっていく。ある日、マルティンに手伝ってもらって家具を移動させていたエウヘニオは机から裸の男性の絵を誤って落としてしまう。マルティンはその絵を見てしまうが、エウヘニオは敢えてそれについて話すのを避ける。マルティンはエウヘニオが自分に惹かれているのではないかと思い始める。ある夜、洗濯を口実にエウヘニオの前でわざと服を脱いだマルティンは、エウヘニオの慌てる様子を見て、エウヘニオの自分に対する気持ちを確信する。
翌朝、マルティンはエウヘニオも自分に惹かれていると確信し、エウヘニオにキスをする。ところが、エウヘニオは予想外に拒絶し、マルティンは困惑したまま立ち去る。その日の午後、エウヘニオはマルティンが荷物をまとめて出て行ったことに気付く。それから数日間、エウヘニオはマルティンを探し続けるが、見付けることができない。途方に暮れるエウヘニオは、マルティンが「ドス・アナナス」（「2つのパイナップル」）の思い出を語っていたことを思い出す。マルティンが話していたのは、子供の頃にビューマスターで見ていたハワイのリールの写真だったのである。彼はリールと古いビューマスターを探し出し、マルティンがホームレス生活を送っていた廃墟の建物の裏にそれらを置いていく。数日後、マルティンはビューマスターを持って戻ってくる。2人は互いに微笑み合ってキスをする。

## キャスト
- エウヘニオ: マヌエル・ビニャウ（スペイン語版） - 小説を執筆中の文筆家。
- マルティン: マテオ・キアリーノ（スペイン語版） - エウヘニオの幼なじみ。
- おばさん: ルス・パラソン - マルティンの叔母の家に現在住んでいる女性。
- エウヘニオの兄: マヌエル・マルティネス・ソブラド

## 製作
本作は、監督兼脚本家のマルコ・ベルヘールと、ミュージシャンで作曲家のペドロ・イルスタのパートナーシップによって製作された。Kickstarterのキャンペーンで資金を調達した。目標予算4万ドルだった最初のキャンペーンは不成功に終わったが、目標予算を2万ドルに削減して再開したキャンペーンで2万7千ドルの調達に成功し、撮影が続行された。ベルヘールは本作を「ジェイン・オースティンの現代版物語」と表現し、異なる社会的背景を持つ2人の人物と、権力者と無力者の間の力関係という同じ古典的な物語を想起させると指摘している。

## 公開
ブエノスアイレス国際インディペンデント映画祭（BAFICI）、BFIロンドン映画祭のBFIフレア・ロンドンLGBT映画祭、テッサロニキ国際映画祭、バルセロナ、ソウル、台北、コペンハーゲン、ベルリンの映画祭で公式招待作品となった。